# Студёная (Украина)
Студёная (укр. Студена) — село на Украине, находится в Студенянской сельской общине Тульчинского района Винницкой области. Вблизи села действует местный пункт пропуска через государственную границу с Молдавией «Студёная».
Код КОАТУУ — 0523283001. Население по переписи 2001 года составляет 2308 человек. Почтовый индекс — 24715. Телефонный код — 4349.
Занимает площадь 4,885 км².

## Религия
В селе действует Свято-Успенский храм Песчанского благочиния Могилёв-Подольской епархии Украинской православной церкви.

## Знаменитые уроженцы
- Доминчен Климентий Яковлевич — советский композитор

## Галерея

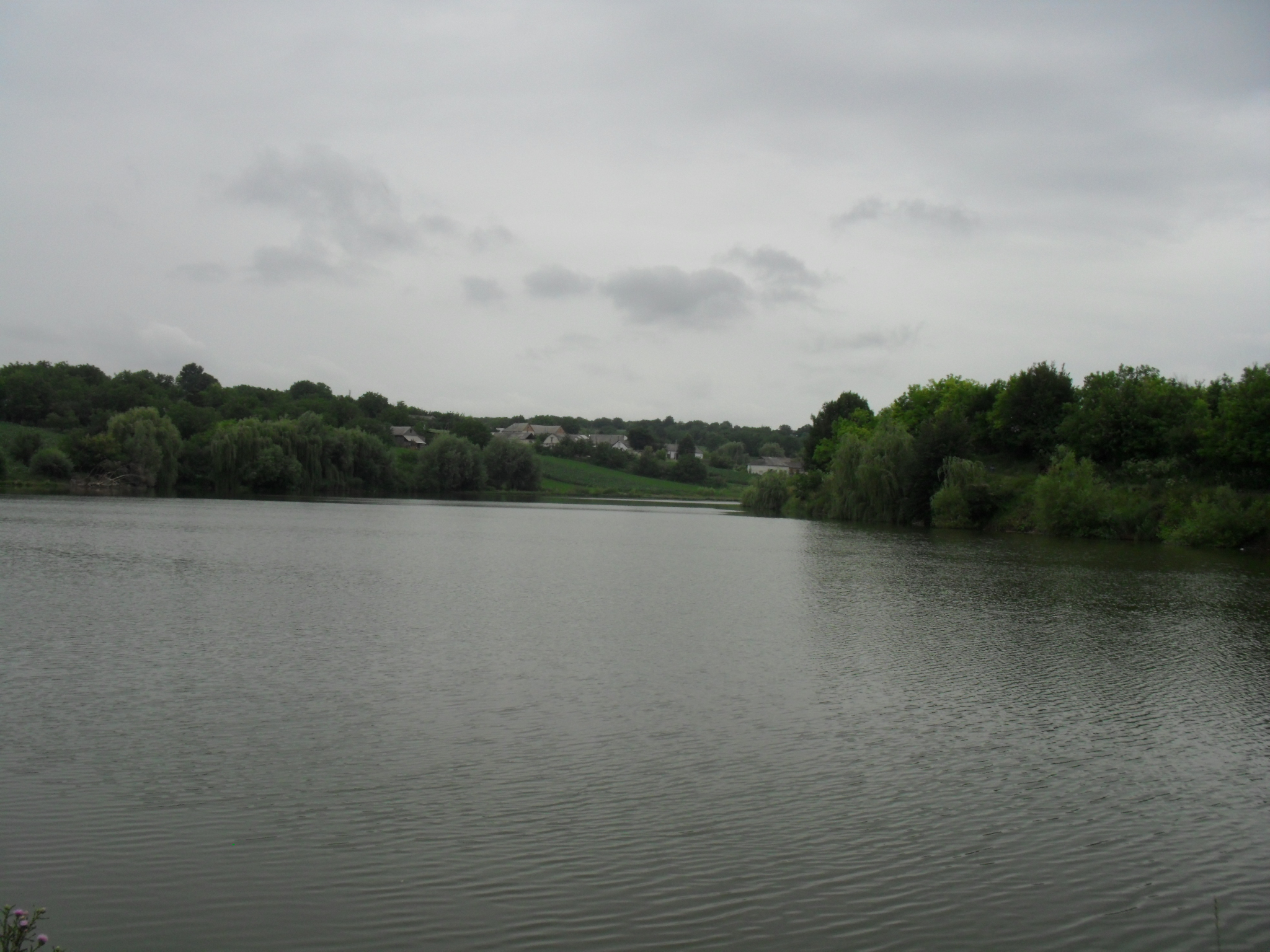
Пруд в селе
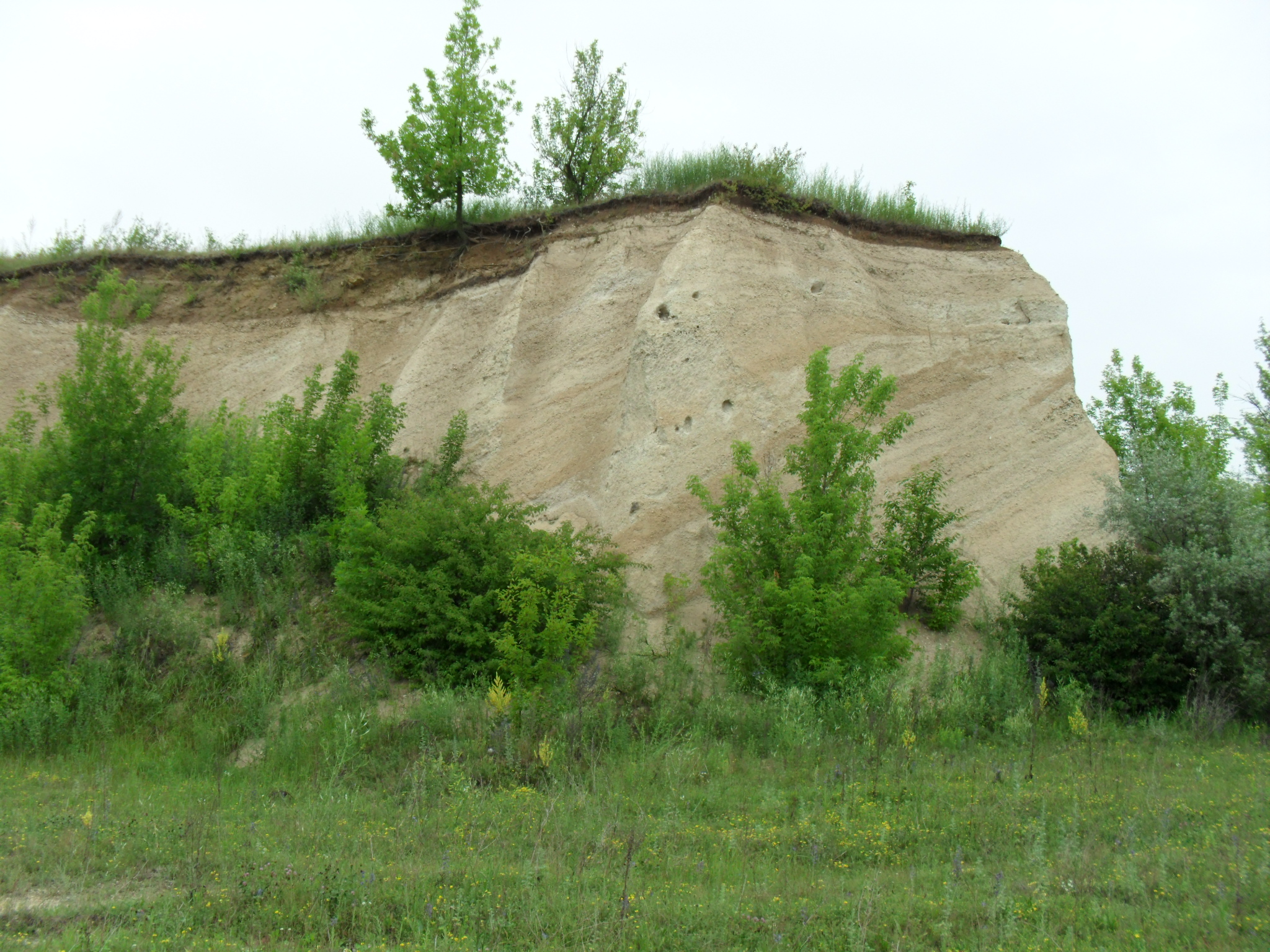
Пейзаж в окрестностях села
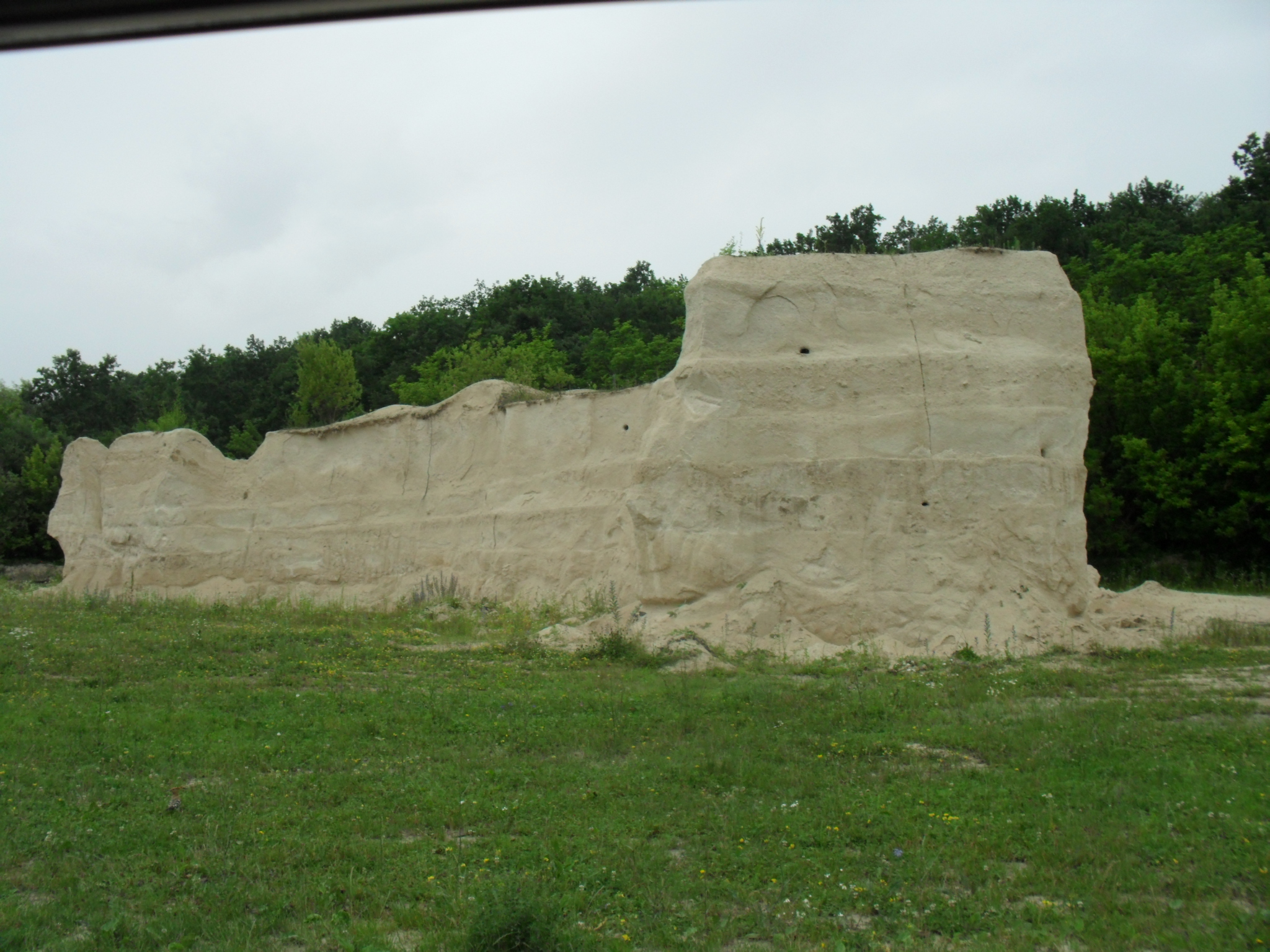
Пейзаж в окрестностях села